# Jean-Louis Tauran
Jean-Louis-Pierre Tauran (Burdeos, 5 de abril de 1943-Hartford, 5 de julio de 2018) fue un diplomático y cardenal francés de la Iglesia católica que desempeñó varios cargos en la Santa Sede: subsecretario y secretario para las relaciones con los Estados (1988-2003), bibliotecario de la Santa Iglesia Romana (2003-2007), presidente del Consejo Pontificio para el Diálogo Interreligioso desde 2007 y hasta su fallecimiento, cardenal protodiácono (2011-2014) y camarlengo (2014-2018).

## Biografía

### Estudios y servicio diplomático
Licenciado en Filosofía y Teología por la Pontificia Universidad Gregoriana de Roma, fue ordenado sacerdote el 20 de septiembre de 1969 por el arzobispo Marius Maziers, siendo destinado a una parroquia de su ciudad natal. En 1973 se doctoró en Derecho Canónico en el Instituto Católico de Toulouse e ingresó en la Academia Pontificia Eclesiástica de Roma para su preparación para la carrera diplomática de la Santa Sede, incorporándose al servicio dos años más tarde como secretario de la Nunciatura en la República Dominicana (1975-1978) y después en Líbano (1979-1983). En 1983 fue destinado al Consejo para los Asuntos Públicos de la Iglesia, participando en misiones especiales en Haití (1984), Beirut y Damasco (1986). Fue también miembro de la delegación de la Santa Sede en las reuniones de la Conferencia sobre Seguridad y Cooperación Europea, Conferencia de Desarme, en Estocolmo, y el Foro Cultural de Budapest y Viena.

### Secretario para las Relaciones con los Estados de la Santa Sede
En 1988 fue nombrado Subsecretario para las Relaciones con los Estados y, dos años más tarde, Secretario, cargo que desempeñó hasta 2003. 

## Episcopado

### Arzobispo titular de Thelepte
Ya como secretario fue elevado al rango de arzobispo el 6 de enero de 1991 bajo el título de Arzobispo titular de Telepte, en una ceremonia que tuvo lugar en la Basílica de San Pedro presidida por el papa Juan Pablo II. 
Durante su mandato encabezó importantes misiones diplomáticas especiales, como la de Kosovo en agosto de 1991, Jerusalén en 1995 o La Habana en 1996. Esta última misión fue la que hizo posible el primer viaje de un papa a la isla de Cuba durante el mandato del entonces dictador Fidel Castro Ruz, que tuvo lugar entre el 21 y 25 de enero de 1998. También medió en el conflicto de la guerra de Irak.

## Cardenalato
El 24 de noviembre de 2003 Juan Pablo II le nombró Bibliotecario de la Santa Iglesia Romana y del Archivo Vaticano, siendo elevado al rango de cardenal. 
Entre 2004 y 2009 fue consejero eclesiástico de la Unión Internacional de Juristas Católicos (UIJC). 

### Presidente del Pontificio Consejo para el Diálogo Interreligioso
En 2007, Benedicto XVI le nombró presidente del Pontificio Consejo para el Diálogo religioso, desde donde impulsó las relaciones con el islam.

### Cardenal protodiácono y camarlengo
El 21 de febrero de 2011 fue nombrado cardenal protodiácono. Un año después le fue diagnosticada la enfermedad de Parkinson. Precisamente, en plena lucha contra la enfermedad, fue el cardenal que anunció la elección del papa Francisco el 13 de marzo de 2013:

Annuntio vobis gaudium magnum;
Habemus Papam:
Eminentissimum ac reverendissimum Dominum,
Dominum Giorgium Marium,
Sanctae Romanae Eccleasiae Cardinalem Bergoglio,
Qui sibi nomen imposuit Franciscum.

El 15 de enero de 2014 fue nombrado miembro de la Comisión Cardenalicia de vigilancia del Instituto para las Obras de Religión.
El 12 de junio de 2014 el papa Francisco le concedió el título presbiteral pro hac vice, dejando de ser protodiácono y siendo nombrado camarlengo el 20 de diciembre de 2014.
El 28 de octubre de 2014 fue confirmado como miembro de la Administración del Patrimonio de la Santa Sede.
El 26 de septiembre de 2017 fue confirmado como presidente del Pontificio Consejo para el Diálogo Interreligioso in aliud quinquennium.

## Fallecimiento
El 6 de julio de 2018, el cardenal camarlengo, Jean Louis Tauran, falleció en Hartford, Connecticut, EE. UU., al estar siendo tratado de la enfermedad de Parkinson que venía sufriendo desde hacía aproximadamente 10 años. Está enterrado en su iglesia titular la Basílica de San Apolinario, en Roma.

## Condecoraciones
- Gran Cruz de la Orden de Isabel la Católica (1997).
- Orden del Sol de Perú (2011).[5]